# Metro (Niederlande)
Metro war eine niederländische Tageszeitung. Es handelte sich dabei um eine Gratiszeitung, die in Bahnstationen der Nederlandse Spoorwegen, Rotterdamer U-Bahn-Stationen, Bussen und Straßenbahnen, McDonald’s-Filialen, Filialen der Supermarktkette Super de Boer, 160 großen Postämtern (darunter alle in Amsterdam und Rotterdam), bei Flügen von Martinair, Fahrten von Stena Line und in einigen Universitäten, Schulen und Krankenhäusern verteilt wurde.
Die Zeitung erschien montags bis freitags im Tabloid-Format. Redaktionssitz war Amsterdam. Herausgeber der Zeitung war „Metro International“, ein in Luxemburg ansässiges Unternehmen, das weltweit Gratiszeitungen herausgibt und von der Investmentgesellschaft Kinnevik der schwedischen Familie Stenbeck kontrolliert wird. Die verbreitete Auflage betrug im ersten Quartal 2008 553.021 (Print) und 106.719 (E-Zeitung) Exemplare. Chefredakteur war Rutger Huizenga.

## Geschichte
Der in den Niederlanden lebende deutsche Journalist Falk Madeja machte während eines Aufenthalts in Stockholm Bekanntschaft mit der originalen schwedischen Ausgabe und wollte anschließend für die Niederlande auch eine solche Zeitung. Madeja traf den Unternehmer Bart Lubbers, den Sohn des früheren Ministerpräsidenten Ruud Lubbers, der wiederum den Unternehmer Tiago Jurgens hinzuholte. Zusammen machten die drei einen Geschäftsplan. Die schwedische Metro hatte bereits Pläne, ins Ausland zu expandieren und holte Madeja, Lubbers und Jurgens ins Boot, die mit 50 % in die neue Zeitung einstiegen, welche die nun die niederländische Ausgabe der schwedischen Mutterausgabe wurde. Im Unterschied zu der Mutterausgabe sollte die niederländische Version nicht in U-Bahn-Stationen, sondern in Bahnstationen der Nederlandse Spoorwegen verteilt werden. Hierzu wurde ein Exklusivvertrag geschlossen, der bis 2007 Bestand hatte, als der neue Konkurrent De Pers ebenfalls Rechte für eine Verteilung in den Bahnstationen erhielt. Bis 2004 wurde metro ausschließlich in den Stationen verteilt.
Am 21. Juni 1999 erschien die erste Ausgabe zeitgleich mit dem Konkurrenten Sp!ts, ein gleichartiges Projekt des Telegraaf Media Groep. Zusammen mit dem Internet veränderten die Gratiszeitungen die niederländische Presselandschaft grundlegend. Die Auflagen der traditionellen Zeitungen sind seitdem beständig zurückgegangen, sodass sich der Quasi-Monopolist bei den niederländischen überregionalen Qualitätszeitungen De Persgroep Nederland (damals unter dem Namen „PCM Uitgevers“) schließlich dazu entschloss, Anfang 2007 eine eigene Gratiszeitung mit dem Namen DAG herauszubringen. Zuvor hatte bereits die De Persgroep Nederland-Zeitung de Volkskrant eine Gratiswochenzeitung mit dem Fokus auf Beruf und  Karriere herausgebracht. Seit September 2003 erschien auch eine Samstagsausgabe, diese wurde jedoch im August 2005 offiziell eingestellt, nachdem bereits im Vormonat die letzte Ausgabe erschienen war. Seit Oktober 2004 erscheint eine eigene Rotterdamer Ausgabe, der schon bald eine Amsterdamer folgte.
Zumindest hinsichtlich der pressegeschichtlichen Bedeutung und der Auflage ist der Erfolg der niederländischen Ausgabe bisher beispiellos. Es dauerte allerdings bis zum Jahr 2006, bis bei Metro International ein erster Jahresgewinn verbucht werden konnte. Madeja, Lubbers und Jurgens sind mittlerweile nicht mehr an der Zeitung beteiligt.

### Bekannte und/oder die Zeitung prägende Redakteure und Mitarbeiter
Bis zu seiner Ermordung im November 2004 hatte der Regisseur Theo van Gogh eine wöchentliche Kolumne in der Zeitung, in der er den Islam scharf angriff. Nicht nur van Gogh selbst, sondern auch die Redaktion erhielt deshalb Morddrohungen. Der damalige Chefredakteur Dijkgraaf bezeichnete Rechtfertigungen aus der Politik, dass Untersuchungen zur Sicherheit von van Gogh und der Zeitungen geführt worden seien, als „Geschwätz“.
Aus Respekt vor van Gogh wurde ein Jahr lang der Platz von van Goghs Kolumne nach dessen Ermordung als leerer Platz weitergeführt, bis Ebru Umar, eine Freundin von van Gogh und ebenfalls eine Kritikerin des Islam, die Kolumne weiterführte.

### Bisherige Chefredakteure
| Jelle Leenes         | 1999–2001 |
| Jan Dijkgraaf        | 2002–2006 |
| Rutger Huizenga      | 2006–2008 |
| Robert van Brandwijk | 2008–     |

## Auflagenentwicklung
| Verbreitete Auflage seit der Ermittlung durch das „Oplage Instituut“ |         |         |         |         |         |
| Jahr                                                                 | 2003    | 2004    | 2005    | 2006    | 2007    |
| Print                                                                | 296.774 | 339.931 | 414.721 | 465.224 | 516.488 |
| E-Zeitung                                                            | -       | -       | -       | 28.645  | 84.225  |

## Metroheute
Bei Metro arbeiten derzeit etwa 30 Redakteure. Die Internetausgabe beinhaltet einen RSS-Web-Feed. Die Druckausgabe kann im Originallayout als PDF heruntergeladen werden, die letzten 10 Ausgaben sind in allen Editionen auf diese Weise verfügbar.
Im April 2020 wurde die Druckausgabe der Zeitung eingestellt.

## Weiterführende Informationen